# Partólomo
Partólomo (em latim: Partholomus; Partholon ou Parthalán) é um personagem da história cristã irlandesa. Segundo a tradição, ele foi o líder do segundo grupo a se estabelecer na Scotia (hoje Irlanda), o Muintir Partholóin (povo de Partólomo). Eles chegam na ilha desabitada cerca de 300 anos após o Dilúvio de Noé e são responsáveis pela introdução da agricultura, da culinária, da fabricação de cerveja e da construção de edifícios. Depois de alguns anos, todos eles morrem de peste em uma única semana. Partólomo vem do nome bíblico Bartholomaeus ou Bartolomeu, e ele pode ter sido emprestado de um personagem com esse nome que aparece nas histórias cristãs de São Jerônimo e Santo Isidoro.